# Pedicularis dhurensis
Pedicularis dhurensis är en snyltrotsväxtart som beskrevs av Robert Reid Mill. Pedicularis dhurensis ingår i släktet spiror, och familjen snyltrotsväxter. Inga underarter finns listade i Catalogue of Life.